# 田叔民
田叔民（1907年—1983年），又名淑民，男，河南上蔡人，中国园艺学家，曾任河南省园艺学会理事长，第五、六届全国政协委员。